# Івонін Іван Павлович
Іван Павлович Івонін (нар. 17 листопада 1907, селище Лисичанськ, тепер місто Луганської області —  5 січня 1993, Київ) — український радянський і господарський діяч, Герой Соціалістичної Праці (28.08.1948). Депутат Верховної Ради УРСР 5-го скликання. Член ЦК КПУ в 1952—1956 роках. Кандидат у члени ЦК КПУ в 1960—1966 роках.

## Біографія
Народився в родині шахтаря. Працював підбирачем породи, укріплювачем, коногоном на шахтах. У 1923 році вступив до гірничопромислового училища. Після закінчення училища працював машиністом врубової машини на шахті. Через два роки став гірничим майстром.
У 1929—1934 роках навчався в Лисичанському вечірньому гірничому інституті. З 1930 року — начальник дільниці шахти в Донбасі.
Член ВКП(б) з 1932 року.
Після закінчення інституту в 1934 році направлений на шахти в Кузнецькому басейні РСФСР. Працював головним інженером шахти № 4—10 тресту «Кисельовськвугілля», керуючим тресту «Кемероввугілля» РРФСР.
З 1942 року — керуючий тресту «Молотоввугілля» Молотовської області РРФСР. У 1943 році направлений начальником на шахту «Октябрьская революция» комбінату «Ростоввугілля». Потім призначений начальником виробничого відділу і заступником головного інженера комбінату «Ростоввугілля». З листопада 1944 року — керуючий тресту «Несвєтайантрацит» комбінату «Ростоввугілля» Ростовської області РРФСР.
У 1947—1951 роках — начальник комбінату «Ростоввугілля».
У 1951 — травні 1954 року — начальник комбінату «Ворошиловградвугілля». 
У травні 1954 — 31 травня 1957 року — заступник міністра вугільної промисловості Української РСР.
У червні 1957 — лютому 1958 року — 1-й заступник голови Ради народного господарства Львівського економічного адміністративного району.
У лютому 1958 — грудні 1962 року — голова Ради народного господарства Львівського економічного адміністративного району.
У лютому 1963 — 15 січня 1969 року — голова Державного Комітету Ради Міністрів Української РСР із нагляду за безпечним веденням робіт у промисловості й гірничому нагляду.
Потім — на пенсії.

## Нагороди
- Герой Соціалістичної Праці (28.08.1948)
- три ордени Леніна (1.01.1948; 28.08.1948; 28.10.1949)
- три ордени Трудового Червоного Прапора (4.09.1948; 26.04.1957; 29.06.1966)
- орден Знак Пошани (14.04.1942)
- Почесна грамота Президії Верховної Ради Української РСР (27.11.1967)
- лауреат Сталінської премії 2-го ст. (1951)
- медалі